# Bruil beton & mix

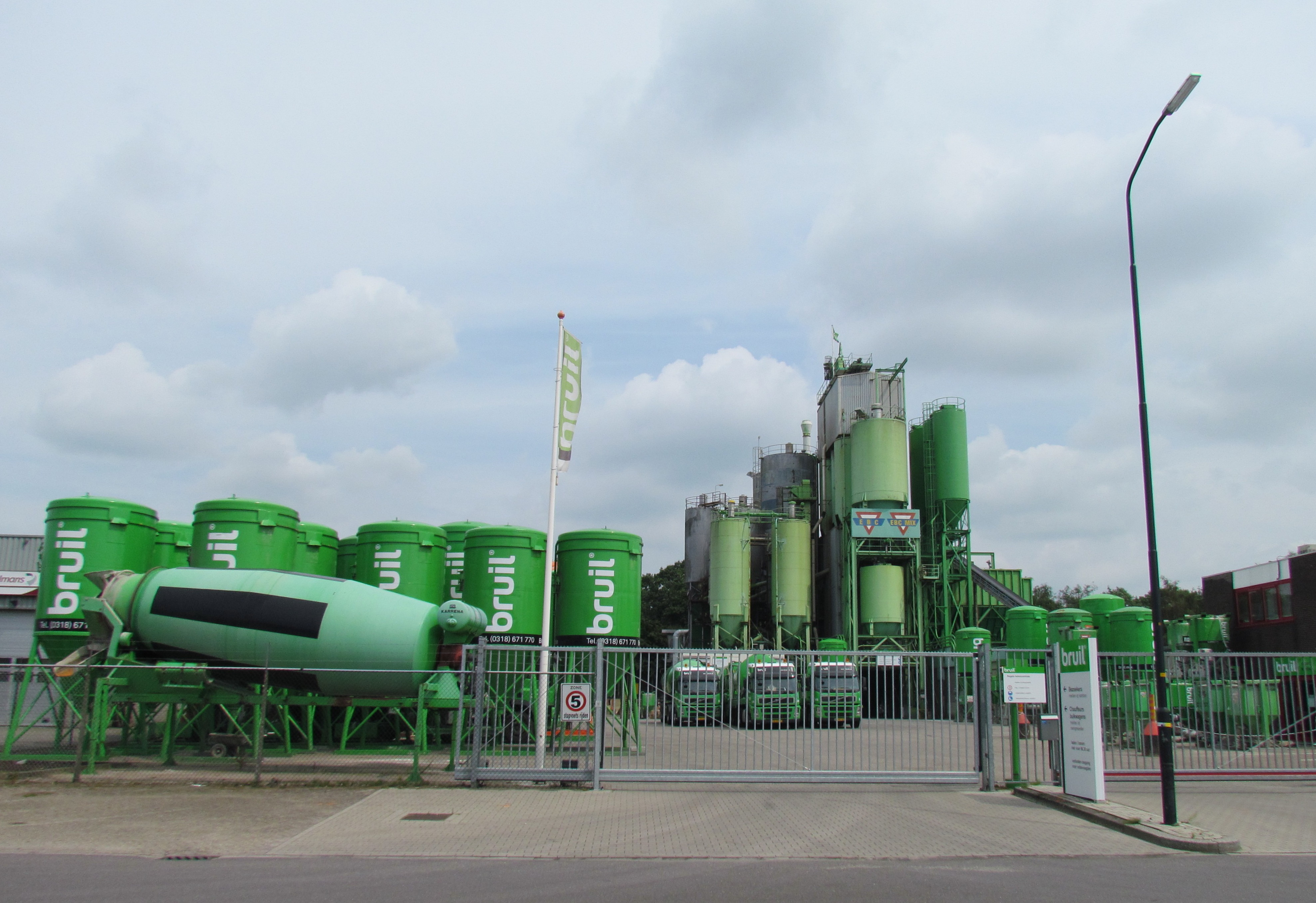
Vestiging van Bruil in Apeldoorn

Bruil beton & mix (voorheen Edese Beton Centrale) is een Nederlandse betonfabriek waarvan het hoofdkantoor is gevestigd in Ede.
De betonfabriek werd opgericht in 1956 en is een onderdeel van de Bruil Groep in Ede. De fabriek produceert droge en natte mortel voor bouwtoepassingen. Het bedrijf heeft productielocaties in:
- Apeldoorn
- Deventer
- Ede
- Geertruidenberg
- Lochem
- Veenendaal
- Wageningen
- Woerdense Verlaat

## Brand

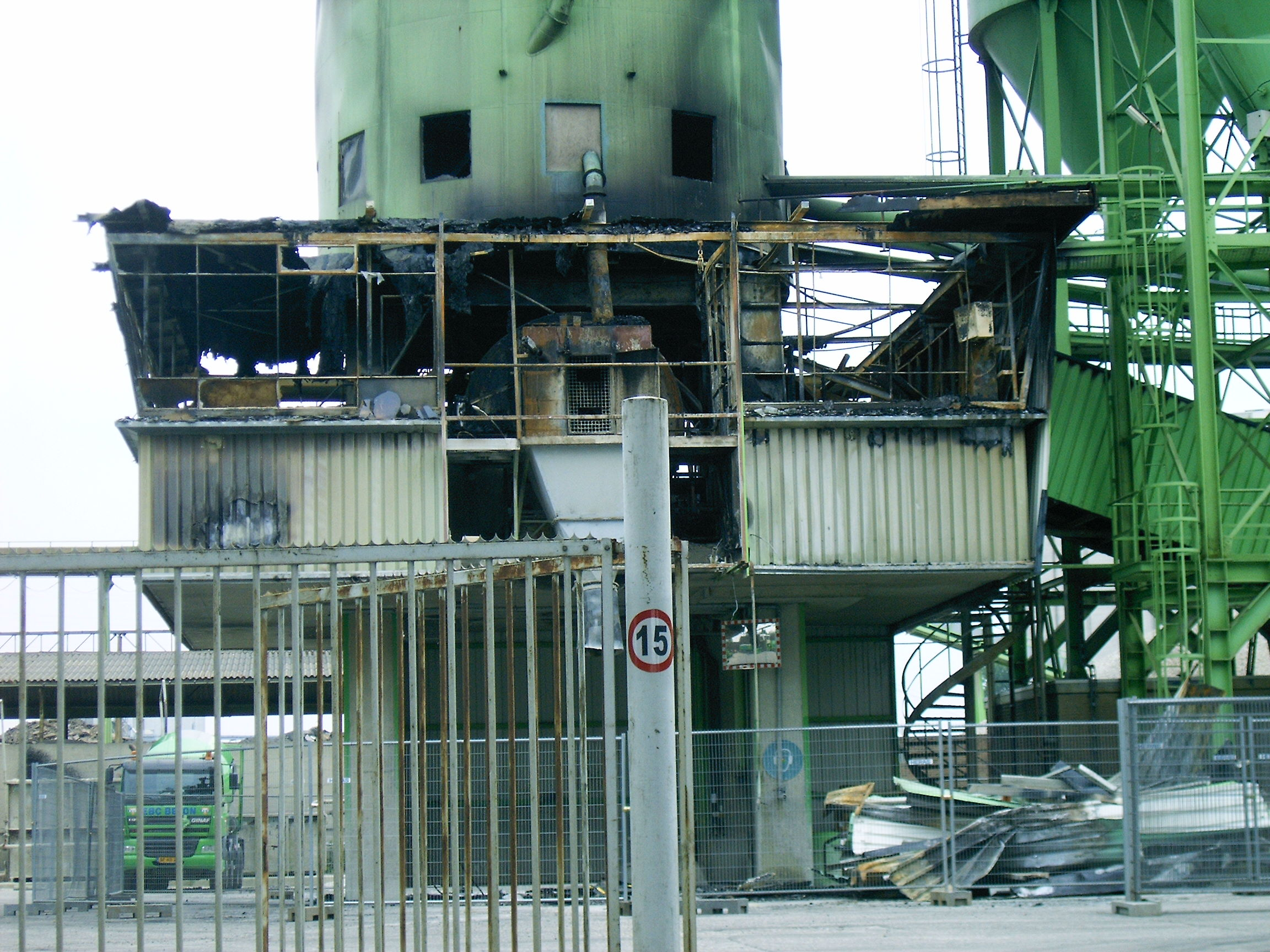
De betontoren in Wageningen na de brand in 2008

De vestiging aan de haven van Wageningen brandde op 21 mei 2008 helemaal af. De brand werd veroorzaakt door een grote uitslaande brand die ontstaan was bij een transportband onder de cementsilo's. De schade was enkele miljoenen euro's en het gehele bedrijfscomplex werd als verloren beschouwd. De fabriek werd op dezelfde plaats herbouwd.